# Voat
Voat Inc. war ein Nachrichtenaggregator und sozialer Netzwerkdienst, ähnlich wie Reddit, bei dem registrierte Mitglieder Inhalte wie Textbeiträge und direkte Links einreichen können. Registrierte Benutzer konnten dann für diese Beiträge abstimmen und damit deren Sichtbarkeit beeinflussen. Die Inhaltseinträge waren nach Interessengebieten, den so genannten „Subversen“, unterteilt.
Der Quelltext der Software ist offen und ist mit zusätzlichen Funktionen wie einen Aufrufszähler ausgestattet.
Die Website wurde von mehreren Medien, darunter Quartz, The New York Times sowie den US- und UK-Ausgaben von Wired, als wesentliches Medium für rechtsextremistische Propaganda beschrieben.

## Geschichte
Die Website wurde im April 2014 unter dem Namen WhoaVerse gegründet und war ein Hobbyprojekt eines Studenten namens Atif Colo (auf Voat als @Atko bekannt), dem sich später Justin Chastain (bekannt als @PuttItOut) anschloss. Die Website wurde als Alternative zu Reddit mit dem Schwerpunkt auf freie Meinungsäußerung bezeichnet.
Im Dezember 2014 änderte WhoaVerse seinen Namen aus Gründen der Benutzerfreundlichkeit in Voat. Eine Ziege (Reim auf Englisch: „goat“) wurde zum Maskottchen.

Der in Deutschland ansässige Webhosting-Dienst von Voat, Host Europe, schaltete den Dienst im Juni 2015 ab und gab an, dass Voat „volksverhetzende sowie beleidigende und jugendgefährdende Inhalte“ sowie „illegale rechtsextreme Inhalte“ veröffentlicht habe. Der Gründer von Voat führte die Abschaltung auf „politische Korrektheit“ zurück. Paypal ließ Zahlungen an Voat aufgrund „sexuell orientierter Materialien oder Dienstleistungen“ einfrieren.
Voat schaltete daraufhin vier seiner eigenen „Subversen“ ab, von denen zwei sexualisierte Bilder von Minderjährigen („Jailbait“) enthielten. Die Website nahm weiterhin Spenden in der Kryptowährung Bitcoin an und konnte weiterhin funktionieren, da sie zu einem anderen Hosting-Provider umgezogen war. Die Website hatte längere Ausfallzeiten aufgrund eines anhaltenden Distributed-Denial-of-Service-Angriffs, der den 700.000 Einzelbesuchern den Zugang zur Website unmöglich machte.
Im Januar 2017 trat Colo als CEO mit der Begründung zurück, dass ihm die Zeit für die Arbeit an der Website fehle; seinen Posten als CEO nahm hiernach Chastain ein. Im Mai 2017 führte dieser eine Spendenkampagne durch und kündigte an, dass das Projekt möglicherweise aus Geldmangel geschlossen werden müsse.

Zeitweise bedurfte es allein zur Darstellung der Webseite eines Benutzerkontos. Unangemeldete Nutzer wurden zur Anmeldungsseite weitergeleitet. Diese Beschränkung wurde 2019 eingeführt und Mitte 2020 aufgehoben.
Nach Aussage des Betreibers verlor Voat im März 2020 sämtliche Mittel. Die Website wurde am 25. Dezember 2020 abgeschaltet. Bis dahin wurde sie von Justin Chastain auf eigene Kosten weiter betrieben. Sein Ziel sei es gewesen, den Betrieb der Seite mindestens bis zur US-Präsidentschaftswahl aufrechtzuerhalten.